# Јавне библиотеке у Старом Риму
Прва идеја о оснивању јавне библиотеке у старом Риму, дао је Јулије Цезар. Нажалост, његови планови заустављени су његовим атентатом, али је дело настављено са једном од његових следбеника Азиније Полиона, који је отворио прву јавну библиотеку.
Библиотека је организована у Атриум Либертатису у Авентину, једно крило је коришћено за Грчку, а једно за латинску књижевност. Овај начин одвајања литературе ће постати уобичајан за све библиотеке које ће касније бити конструисане. Четири године касније, Август је одлучио да изврши пројекат Јулија Цезара, како би јавне библиотеке постале државна институција. Ставио је на располагање велике количине новца прикупљених током далматаетског рата. Прва државна јавна библиотека, отворена у складу са новим програмом, била је Октавијина библиотека, која је саграђена у част Августове сестре Октавије; а први библиотекар био је Ц. Мелисус, из Сполета. После библиотека Палатине Аполинис, коју је организовао библиотекар Ц. Јулије Хигинус. Треба навести да је и ова библиотека имала два крила за грчке и латинске списе. Тиберије је одустао од крила своје властите палате за трећу институцију ове врсте која, иако је позвала Гелиуса и Тиберија, чини се да је садржавала државне папире и документе, а не књиге.
Тек је цар Трајан (од 113. г.н.е.) основао импресивну библиотеку Уплија, Као део његовог Форума. Трајанов Форум се простирао мање-више дуж Капитола. Остаци библиотеке више нису видљиви, јер су поплочани модерним булеваром. Такође је имала два дела, један грчки, један римски, који су били један насупрот другом, одвојени простором од око 40 метара. Трајанова библиотека је садржала око 20000 списа.
Римске библиотеке су се поприлично разликовале од грчких јавних библиотека, грчке библиотеке нису имале простор намењем читаоцима, за разлику од римских које су биле сушта супротност њима, биле су дизајниране управо за читаоце, са великим просторима, богато украшене мермером. Улога јавних библиотека је била да служе свима који су хтели да читају и уче.
Трајанова библиотека је била последња јавна библиотека оваквог типа. Све наредне су осниване на посебним местима и биле су доста приступачније ширим масама, јавне библиотеке Старог Рима су почеле да се оснивају у јавним купатилима. Јавна купатила у Риму су основана доста рано. Јавна купатила или терме су оригиналне римске грађевине. Крајем Римске републике су биле у саставу великих ладањских вила. Римски императори су их први градили као јавне објекте у свим већим римским градовима и оне су биле центар јавног живота и свакодневни ритуал, који је показивао шта значи бити Римљанин. Римљани су јавна купатила или терме почели да користе од средине III века пре нове ере, после освајања грчких колонија на југу Италије. Прве терме у Риму су биле једноставне и звале су се балнеа, а први термални монументални комплекс је изградио конзул Агрипа. Већ у IV веку у Риму су постојале 354 терме, а најпознатије и највеће, биле су Каракалине, Трајанове и Диоклецијанове терме..Такође, сам Рим је подржавао и оснивао јавна купатила. Скоро сви слободни људи Рима су могли да плате надокнаду и искористе тај простор за одмор, купање и учење. Позната јавна купатила са библиотекама су: Неронова,Диоклецијанов комплекс и Трајанове терме, мада што се тиче Диоклецијанове библиотеке, није са сигурношћу могуће потврдити њено постојање.